# Not That Kinda Girl
Not That Kinda Girl este cel de-al treilea single extras de pe albumul de debut al cântăreței JoJo. Deși a fost comercializat pe plan internațional, acest cântec a dobândit popularitate doar în Europa.
Videoclipul a fost regizat de echipa formată din Eric Williams și Randy Marshall, cunoscut sub numele de Fat Cats, și a fost filmat în Los Angeles la începutul lunii februarie 2005. [ 1 ] A avut premiera la Total Request Live de la MTV pe 24 martie 2005. A petrecut doar patru zile la numărătoare și nu a urcat mai sus de locul opt. Videoclipul a avut premiera și la BET's 106 & Park pe 25 martie 2005. Conceptul abordează stereotipurile de la Hollywood și cultura celebrităților. În ciuda faptului că este înconjurată de ei, JoJo spune că „nu este genul de fată” care s-ar pierde în industrie. Videoclipul prezintă coregraful Laurieann Gibson de la MTV Making the Band, producătorii Vincent Herbert și Da Internz. Prima jumătate a videoclipului îl prezintă pe JoJo călare cu o limuzină prin Silver Lake, trecând pe lângă peretele emblematic Figura 8, făcut celebru prin fotografia de copertă a albumului lui Elliott Smith. A doua jumătate bazată pe performanță o arată pe JoJo făcându-și părul și machiajul și exersând pe o scenă sonoră cu dansatori. Videoclipul se termină prin a arăta partea cu picioarele pe pământ a lui JoJo. Purtând o jachetă cu glugă și ascultând iPod-ul, prinde un autobuz care are o reclamă pentru albumul ei de debut.

## Poziții ocupate
| Clasamentul (2005)            | Cea mai înaltă poziție ocupată |
| ----------------------------- | ------------------------------ |
| Australian ARIA Singles Chart | 52                             |
| German Singles Chart          | 85                             |